# يونيكا مونتيانو
يونيكا مونتيانو (بالرومانية: Ionica Munteanu)‏ مواليد 7 يناير 1979 في بوخارست، هي لاعبة كرة يد رومانية تلعب كحارس مرمى. مثلت منتخب رومانيا لكرة اليد للسيدات. شاركت في دورة الألعاب الأولمبية الصيفية سنة 2016. حققت المركز الثالث في بطولة العالم لكرة اليد للسيدات 2015.

## سجل المنافسة
شاركت في البطولات التالية:
- الألعاب الأولمبية الصيفية 2016
- بطولة العالم لكرة اليد للسيدات 2015
- بطولة أوروبا لكرة اليد للسيدات 2004
- بطولة أوروبا لكرة اليد للسيدات 2014

## الإنجازات
- كأس أبطال الكؤوس الأوروبية لكرة اليد للسيدات:
  - النهائي: 2008
- كأس أوروبا لكرة اليد للسيدات:
  - نصف النهائي: 2005، 2009
- كأس التحدي الأوروبية لكرة اليد للسيدات:
  - الفوز: 2006

## روابط خارجية
- يونيكا مونتيانو على موقع الاتحاد الأوروبي لكرة اليد (الإنجليزية)
- يونيكا مونتيانو على موقع أوليمبيديا (الإنجليزية)